# Pacific Heights (San Francisco)
Pacific Heights ist ein wohlhabendes Stadtviertel von San Francisco. Mit Panoramaaussicht auf die Golden Gate Bridge, die San Francisco Bay, Alcatraz und das Presidio bietet es eine der besten Wohnlagen in der Stadt. Es wird vor allem von young urban professionals und vermögenden Einwohnern bewohnt. Die meisten Boutiquen und Restaurants liegen an der Fillmore Street.

## Geographische Lage
Das Viertel liegt zwischen Presidio Avenue und Van Ness Avenue sowie zwischen California Street und Broadway. Angrenzende Stadtteile sind Lower Pacific Heights im Süden, Japantown und Polk Gulch im Osten, Presidio Heights im Westen und Cow Hollow sowie Marina District im Norden.

## Wirtschaft

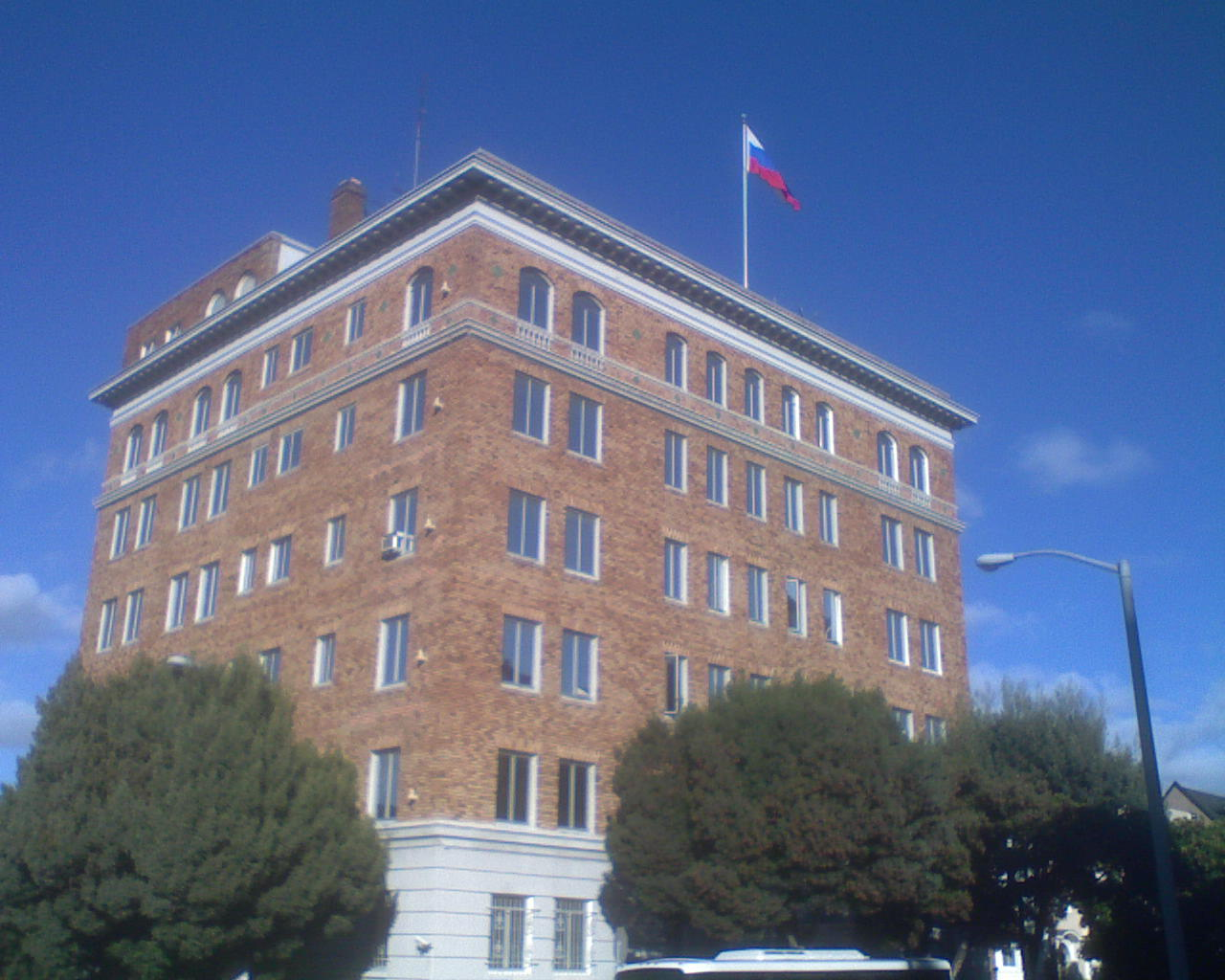
Das russische Generalkonsulat in San Francisco

Mehrere Länder haben Konsulate in Pacific Heights, darunter Deutschland, Griechenland, Italien, Portugal, Russland und Vietnam.

## Bekannte Bewohner
- Larry Ellison
- Dianne Feinstein
- Don Johnson
- Paul Otellini
- Nancy Pelosi
- Danielle Steel
- Michael Tilson Thomas
- Lars Ulrich
- Barry Zito

### Ehemalige Bewohner
- Nicolas Cage
- Francis Ford Coppola
- Kirk Hammett
- Gavin Newsom
- Sharon Stone

## Sonstiges
Die Filme Fremde Schatten (Pacific Heights) und Mrs. Doubtfire – Das stachelige Kindermädchen spielen in diesem Viertel.